# Inséparable à tête rouge
Agapornis pullarius
Espèce
Statut de conservation UICN

 LC  : Préoccupation mineure
Statut CITES
L'Inséparable à tête rouge (Agapornis pullarius) est une espèce de petit perroquet africain.

## Répartition
Cet oiseau vit en Afrique équatoriale.